# تیتی اوتا
تیتی اوتا (به اسپانیایی: Titi Uta) یک کوه در پرو است که در Peru, Puno Region, El Collao Province واقع شده‌است. تیتی اوتا ۴٬۸۰۰ متر بالاتر از سطح دریا واقع شده‌است.